# فورت میچل (آلاباما)
فورت میچل (به انگلیسی: Fort Mitchell) یک منطقهٔ مسکونی در ایالات متحده آمریکا است که در آلاباما واقع شده‌است. فورت میچل ۱۰۷٫۹ متر بالاتر از سطح دریا واقع شده‌است.